# Carlos Alberto III de Hohenlohe-Waldenburg-Schillingsfürst
El Príncipe Carlos Alberto III de Hohenlohe-Waldenburg-Schillingsfürst (28 de febrero de 1776 - 15 de junio de 1843) fue el 4º Príncipe de Hohenlohe-Waldenburg-Schillingsfürst desde 1796 hasta 1843.

## Biografía
Carlos Alberto III era el segundo vástago y primer varón del Príncipe Carlos Alberto II de Hohenlohe-Waldenburg-Schillingsfürst (1742-1796), de su segunda esposa, la Baronesa húngara Judith Reviczky de Revisnye (1751-1836). Su hermano Francisco José (1787-1841) fue el fundador de la rama de los Duques de Ratibor y Príncipes Corvey.
El 11 de julio de 1797 en Múnich, contrajo matrimonio por vez primera con la Princesa Augusta de Isenburg y Büdingen en Birstein, una nieta de Wolfgang Ernesto I de Isenburg-Birstein de su tercera esposa. Tuvieron tres hijos antes de la muerte de Augusta en 1803, aunque solo uno alcanzó la edad adulta.
- Príncipe/Princesa (n. y m. 2 de diciembre de 1798)
- Princesa Carolina de Hohenlohe-Waldenburg-Schillingsfürst (1800-1857)
- Príncipe/Princesa (n. y m. 26 de febrero de 1802)

Una vez viudo, volvió a contraer matrimonio el 30 de mayo de 1813 en Heiligenberg con la Princesa Leopodina de Fürstenberg (1791-1844), hija de Carlos Aloisio de Fürstenberg (1760-1799) y la Princesa Elisabeth de Thurn y Taxis (1767-1822), hija del Príncipe Alejandro Fernando de Thurn y Taxis. Tuvieron cuatro hijos:
- Federico Carlos, 5º Príncipe de Hohenlohe-Waldenburg-Schillingsfürst (1814-1884), desposó la hija de su tío Francisco José, la Princesa Teresa de Hohenlohe-Schillingsfürst (1816-1891), y tuvieron descendencia.
  - Príncipe de Clodoveo Carlos José María Hohenlohe-Waldenburg-Schillingsfürst
    - Federico Francisco de Hohenlohe-Waldenburg-Schillingsfürst
- Princesa Catalina de Hohenlohe-Waldenburg-Schillingsfürst (1817-1893), se casó dos veces, su segundo matrimonio fue con el Príncipe Carlos de Hohenzollern-Sigmaringen, ambos matrimonios no tuvieron hijos.
- Príncipe Carlos (1818-1875), desposó a la Condesa Teresa Meraviglia-Crivelli (1836-1918) y tuvo descendencia.
- Príncipe Egon (1819-1865), desposó a la Condesa Teresa Thurn-Hofer und Valsassina (1817-1893) y tuvo descendencia, incluido a María quien fue la madre de Alessandro, 1º Duque de Castel Duino.

El Príncipe Carlos Alberto y la Princesa Leopoldina se separaron unos pocos años después, retirándose el Príncipe a vivir en sus fincas de Hohenlohe.